# Leonidas Pirgos
Leonidas "Leon" Pirgos (en grec: Λεωνίδας Πύργος, Mantineia, Peloponès, 1874 - ?) va ser un tirador d'esgrima grec, especialista en el floret, que va prendre als Jocs Olímpics de 1896 a Atenes.
Pirgos va participar en la prova de floret professional, en la qual va guanyar la medalla d'or després d'imposar-se a la final al francès Jean Maurice Perronet per 3 a 1. Amb aquesta victòria, el 7 d'abril de 1896, Pirgos es va convertir en el primer esportista grec en guanyar una medalla en la història dels Jocs Olímpics moderns.